# Florian Emmerich

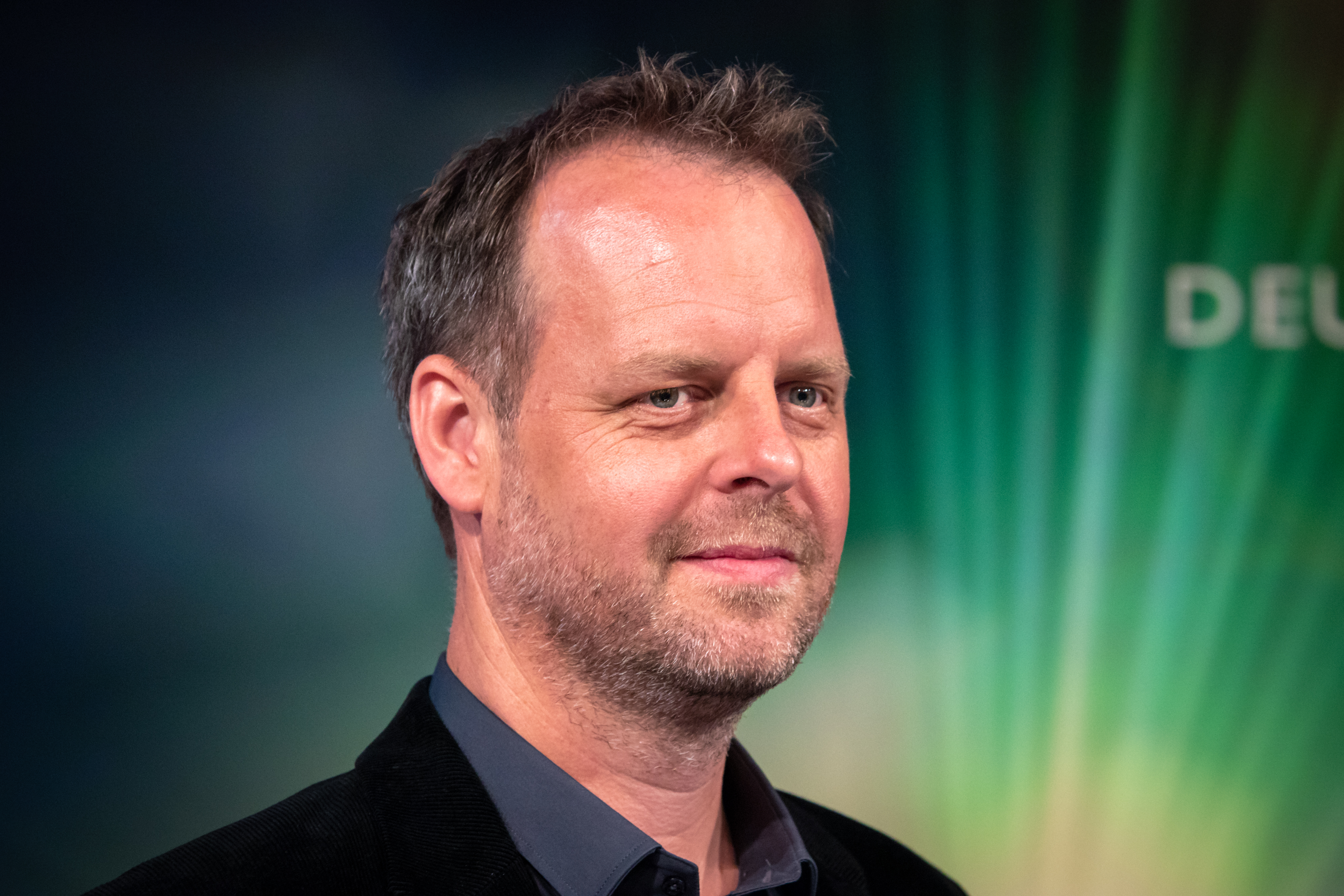
Florian Emmerich, 2018

Florian Emmerich (* 10. März 1973) ist ein deutscher Kameramann aus Berlin.

## Leben
Florian Emmerich studierte von 1995 bis 2001 Kamera an der Filmuniversität Babelsberg Konrad Wolf und wurde dann überwiegend als Kameraassistent, Kameraoperateur und Steadicam-Operator tätig. In diesen Bereichen wirkte er bei zahlreichen Großproduktionen mit, darunter Die Bourne Verschwörung (2004), Æon Flux (2005), Mission: Impossible – Phantom Protokoll (2011), Cloud Atlas (2012) oder Atomic Blonde (2017).
Zu seinen eigenen Kameraarbeiten gehören Und morgen Mittag bin ich tot, diverse Fernsehfilme und zwei Ostwind-Teile. Im November 2023 wurde Emmerich Mitglied der Deutschen Filmakademie.

## Filmografie (Auswahl)
- 2004: Blind (Kurzfilm)
- 2008: Cactus
- 2013: Und morgen Mittag bin ich tot
- 2014: Konrad & Katharina
- 2016: Smaragdgrün
- 2017: Ostwind – Aufbruch nach Ora
- 2018: Endlich Witwer
- 2019: Ostwind – Aris Ankunft
- 2019: Tatort: Unklare Lage
- 2020: Tatort: In der Familie (Teil 2)
- 2021: Ostwind – Der große Orkan
- 2023: Herrhausen – Der Herr des Geldes
- 2025: Karla